# Llista de topònims de Castellbell i el Vilar
Llista de topònims (noms propis de lloc) del municipi de Castellbell i el Vilar, al Bages
Informació actualitzada per un bot. Els canvis manuals es perdran quan s'actualitzi!

## barraca de vinya
| imatge | Nom                              | Ubicat a               | instància de     | Detalls | coordenades                                                               | Protecció | Commons (més fotos) | Dades a WD                    |
| ------ | -------------------------------- | ---------------------- | ---------------- | ------- | ------------------------------------------------------------------------- | --------- | ------------------- | ----------------------------- |
|        | barraca de la Flaquera           | Castellbell i el Vilar | barraca de vinya |         | 41° 39′ 18″ N, 1° 50′ 50″ E / 41.65504°N,1.84715°E ca:Raval del Ferran    |           |                     | Modifica les dades a Wikidata |
|        | barraca de la vinya del Simonet  | Castellbell i el Vilar | barraca de vinya |         | 41° 39′ 15″ N, 1° 49′ 56″ E / 41.65418°N,1.83225°E ca:Ferreroles          |           |                     | Modifica les dades a Wikidata |
|        | barraca del Ferran               | Castellbell i el Vilar | barraca de vinya |         | 41° 39′ 19″ N, 1° 51′ 04″ E / 41.65534°N,1.85116°E ca:Raval del Ferran    |           |                     | Modifica les dades a Wikidata |
|        | barraca del Santó 6              | Castellbell i el Vilar | barraca de vinya |         | 41° 39′ 18″ N, 1° 50′ 35″ E / 41.65501°N,1.84314°E ca:Serrat de la Beguda |           |                     | Modifica les dades a Wikidata |
|        | barraca del Santó 7              | Castellbell i el Vilar | barraca de vinya |         | 41° 39′ 26″ N, 1° 50′ 27″ E / 41.65723°N,1.8407°E ca:Serrat de la Beguda  |           |                     | Modifica les dades a Wikidata |
|        | barraca del Santó 9              | Castellbell i el Vilar | barraca de vinya |         | 41° 39′ 21″ N, 1° 50′ 21″ E / 41.65575°N,1.83921°E ca:Serrat de la Beguda |           |                     | Modifica les dades a Wikidata |
|        | barraca del serrat de la Beguda  | Castellbell i el Vilar | barraca de vinya |         | 41° 39′ 17″ N, 1° 50′ 42″ E / 41.65466°N,1.84511°E ca:Raval del Ferran    |           |                     | Modifica les dades a Wikidata |
|        | barraca del solell de Ferreroles | Castellbell i el Vilar | barraca de vinya |         | 41° 39′ 21″ N, 1° 49′ 39″ E / 41.6559°N,1.82753°E ca:Solell de Ferreroles |           |                     | Modifica les dades a Wikidata |
|        | barraca dels ametllers del Moro  | Castellbell i el Vilar | barraca de vinya |         | 41° 39′ 15″ N, 1° 50′ 57″ E / 41.65421°N,1.84906°E ca:Raval del Ferran    |           |                     | Modifica les dades a Wikidata |

## casa
| imatge | Nom           | Ubicat a               | instància de | Detalls                                                     | coordenades | Protecció                   | Commons (més fotos) | Dades a WD                    |
| ------ | ------------- | ---------------------- | ------------ | ----------------------------------------------------------- | --- | --------------------------- | ------------------- | ----------------------------- |
|        | Cal Guixà     | Castellbell i el Vilar | casa         | Estil: modernisme català                                    | 41° 37′ 17″ N, 1° 51′ 58″ E / 41.621521°N,1.866147°E                                                                          | bé cultural d'interès local |                     | Modifica les dades a Wikidata |
|        | Cal Pinyot    | Castellbell i el Vilar | casa         |                                                             | 41° 39′ 57″ N, 1° 53′ 10″ E / 41.66596°N,1.88607°E ca:Raval del Clot                                                          |                             |                     | Modifica les dades a Wikidata |
|        | Can Forrellat | Castellbell i el Vilar | casa         | Estil: arquitectura eclèctica                               | 41° 37′ 43″ N, 1° 51′ 52″ E / 41.628727°N,1.864563°E                                                                          | bé cultural d'interès local |                     | Modifica les dades a Wikidata |
|        | Torre Burés   | Castellbell i el Vilar | casa         | Estil: arquitectura eclèctica 19th century Estat: bon estat | 41° 38′ 49″ N, 1° 51′ 17″ E / 41.6469°N,1.85467°E ca:Camí de la Torre Burés, a l'extrem nord del terme sobre un turó 253 msnm | bé cultural d'interès local | Torre del Burés     | Modifica les dades a Wikidata |

## colònia industrial
| imatge | Nom       | Ubicat a               | instància de                                    | Detalls                          | coordenades                                                       | Protecció                   | Commons (més fotos) | Dades a WD                    |
| ------ | --------- | ---------------------- | ----------------------------------------------- | -------------------------------- | ----------------------------------------------------------------- | --------------------------- | ------------------- | ----------------------------- |
|        | el Borràs | Castellbell i el Vilar | colònia industrial entitat singular de població | 1939 hab                         | 41° 37′ 47″ N, 1° 51′ 35″ E / 41.62972222°N,1.85972222°E 140 msnm | bé cultural d'interès local | El Borràs           | Modifica les dades a Wikidata |
|        | la Bauma  | Castellbell i el Vilar | colònia industrial entitat singular de població | Estil: modernisme català 458 hab | 41° 37′ 19″ N, 1° 52′ 01″ E / 41.622039°N,1.866839°E 145 msnm     | bé cultural d'interès local | Colònia de la Bauma | Modifica les dades a Wikidata |

## curs d'aigua
| imatge | Nom                | Ubicat a                                                         | instància de | Detalls              | coordenades                                                                                              | Protecció | Commons (més fotos) | Dades a WD                    |
| ------ | ------------------ | ---------------------------------------------------------------- | ------------ | -------------------- | --- | --------- | ------------------- | ----------------------------- |
|        | riera de Marganell | Marganell el Bruc Castellbell i el Vilar Monistrol de Montserrat | curs d'aigua | Desemboca: Llobregat | 41° 36′ 38″ N, 1° 46′ 00″ E / 41.61067°N,1.766729°E 41° 38′ 27″ N, 1° 51′ 27″ E / 41.640933°N,1.857388°E |           |                     | Modifica les dades a Wikidata |
|        | riera de Rellinars | Rellinars Castellbell i el Vilar                                 | curs d'aigua | Desemboca: Llobregat | 41° 37′ 57″ N, 1° 55′ 56″ E / 41.63257°N,1.932274°E 41° 38′ 21″ N, 1° 52′ 06″ E / 41.639071°N,1.868229°E |           | Riera de Rellinars  | Modifica les dades a Wikidata |

## edifici
| imatge | Nom                | Ubicat a               | instància de | Detalls            | coordenades                                                          | Protecció                   | Commons (més fotos) | Dades a WD                    |
| ------ | ------------------ | ---------------------- | ------------ | ------------------ | -------------------------------------------------------------------- | --------------------------- | ------------------- | ----------------------------- |
|        | Casino Borràs      | el Borràs              | edifici      | Estil: noucentisme | 41° 37′ 45″ N, 1° 51′ 40″ E / 41.629066°N,1.861086°E                 | bé cultural d'interès local |                     | Modifica les dades a Wikidata |
|        | Tina de cal Pinyot | Castellbell i el Vilar | edifici      | 19th century       | 41° 39′ 57″ N, 1° 53′ 09″ E / 41.66577°N,1.88584°E ca:Raval del Clot |                             |                     | Modifica les dades a Wikidata |

## entitat singular de població
| imatge | Nom                   | Ubicat a               | instància de                                    | Detalls | coordenades                                                                          | Protecció                   | Commons (més fotos)                     | Dades a WD                    |
| ------ | --------------------- | ---------------------- | ----------------------------------------------- | ------- | ------------------------------------------------------------------------------------ | --------------------------- | --------------------------------------- | ----------------------------- |
|        | Can Prat              | Castellbell i el Vilar | entitat singular de població                    | 157 hab | 41° 37′ 07″ N, 1° 52′ 18″ E / 41.61873333°N,1.87173333°E 175 msnm                    |                             |                                         | Modifica les dades a Wikidata |
|        | Can Serra i Padró     | Castellbell i el Vilar | entitat singular de població colònia industrial | 0 hab   | 41° 39′ 05″ N, 1° 51′ 36″ E / 41.65136667°N,1.85995°E                                |                             | Can Serra i Pedró                       | Modifica les dades a Wikidata |
|        | Molí Alzina           | Castellbell i el Vilar | entitat singular de població                    | 6 hab   | 41° 38′ 56″ N, 1° 49′ 28″ E / 41.648949°N,1.824406°E 220 msnm                        |                             |                                         | Modifica les dades a Wikidata |
|        | Pla de les Botges     | Castellbell i el Vilar | entitat singular de població                    | 27 hab  | 41° 38′ 30″ N, 1° 48′ 28″ E / 41.64177731°N,1.80765276°E 314 msnm                    |                             |                                         | Modifica les dades a Wikidata |
|        | Pla de les Roques     | Castellbell i el Vilar | entitat singular de població                    | 9 hab   | 41° 38′ 56″ N, 1° 51′ 18″ E / 41.64887°N,1.855013°E 250 msnm                         |                             |                                         | Modifica les dades a Wikidata |
|        | Raval del Clot        | Castellbell i el Vilar | entitat singular de població                    | 13 hab  | 41° 39′ 51″ N, 1° 53′ 27″ E / 41.6640458936143°N,1.890758955294°E 380 msnm           |                             | Raval del Clot                          | Modifica les dades a Wikidata |
|        | Raval del Ferran      | Castellbell i el Vilar | entitat singular de població                    | 10 hab  | 41° 39′ 03″ N, 1° 49′ 04″ E / 41.650725°N,1.81789444°E 233 msnm                      |                             |                                         | Modifica les dades a Wikidata |
|        | Raval del Jordi       | Castellbell i el Vilar | entitat singular de població                    | 24 hab  | 41° 38′ 54″ N, 1° 50′ 56″ E / 41.64828611°N,1.84875°E 191 msnm                       |                             |                                         | Modifica les dades a Wikidata |
|        | Raval del Teixidor    | Castellbell i el Vilar | entitat singular de població                    | 19 hab  | 41° 38′ 40″ N, 1° 49′ 45″ E / 41.644515°N,1.829116°E 269 msnm                        |                             |                                         | Modifica les dades a Wikidata |
|        | Sant Cristòfol        | Castellbell i el Vilar | entitat singular de població edifici            | 1 hab   | 41° 38′ 18″ N, 1° 49′ 07″ E / 41.63828056°N,1.81858056°E 341 msnm                    |                             | Sant Cristòfol (Castellbell i el Vilar) | Modifica les dades a Wikidata |
|        | Solei del Barraquer   | Castellbell i el Vilar | entitat singular de població                    | 9 hab   | 41° 37′ 36″ N, 1° 50′ 12″ E / 41.62661944°N,1.83654722°E 265 msnm                    |                             |                                         | Modifica les dades a Wikidata |
|        | el Burés              | Castellbell i el Vilar | entitat singular de població                    | 406 hab | 41° 38′ 22″ N, 1° 51′ 26″ E / 41.63944444°N,1.85722222°E 149 msnm                    | bé cultural d'interès local | El Burés                                | Modifica les dades a Wikidata |
|        | el Mas Enric          | Castellbell i el Vilar | entitat singular de població                    | 369 hab | 41° 38′ 37″ N, 1° 49′ 20″ E / 41.64358333°N,1.82220278°E 318 msnm                    |                             |                                         | Modifica les dades a Wikidata |
|        | el Vilar              | Castellbell i el Vilar | entitat singular de població                    | 61 hab  | 41° 38′ 01″ N, 1° 51′ 43″ E / 41.633518°N,1.861913°E 217 msnm                        |                             | El Vilar (Castellbell i el Vilar)       | Modifica les dades a Wikidata |
|        | els Abadals           | Castellbell i el Vilar | entitat singular de població                    | 0 hab   | 41° 38′ 05″ N, 1° 51′ 01″ E / 41.634721°N,1.850375°E ca:Turó del bosc Negre 165 msnm |                             |                                         | Modifica les dades a Wikidata |
|        | la Vall de Montserrat | Castellbell i el Vilar | entitat singular de població                    | 530 hab | 41° 36′ 55″ N, 1° 52′ 27″ E / 41.615166666667°N,1.8740694444444°E 190 msnm           |                             |                                         | Modifica les dades a Wikidata |
|        | les Comes             | Castellbell i el Vilar | entitat singular de població                    | 92 hab  | 41° 38′ 19″ N, 1° 53′ 17″ E / 41.63853889°N,1.88801667°E 249 msnm                    |                             |                                         | Modifica les dades a Wikidata |

## església
| imatge | Nom                            | Ubicat a               | instància de     | Detalls                                                      | coordenades                                                                                           | Protecció                                  | Commons (més fotos)            | Dades a WD                    |
| ------ | ------------------------------ | ---------------------- | ---------------- | ------------------------------------------------------------ | --- | ------------------------------------------ | ------------------------------ | ----------------------------- |
|        | Mare de Déu de Montserrat      | Castellbell i el Vilar | església capella | Estat: ruïnós                                                | 41° 38′ 18″ N, 1° 52′ 51″ E / 41.638423472705°N,1.88080065340115°E ca:Masia Viladoms de Dalt 332 msnm |                                            |                                | Modifica les dades a Wikidata |
|        | Sant Antoni Maria Claret       | Castellbell i el Vilar | església         |                                                              | 41° 37′ 48″ N, 1° 51′ 41″ E / 41.6299370010988°N,1.86135507813099°E                                   |                                            |                                | Modifica les dades a Wikidata |
|        | Sant Cristòfol de Castellbell  | Castellbell i el Vilar | església         | Estil: arquitectura romànica 11st century                    | 41° 38′ 19″ N, 1° 49′ 07″ E / 41.638696°N,1.818621°E ca:Barriada de Sant Cristòfol 350 msnm           | bé integrant del patrimoni cultural català | Sant Cristòfol de Castellbell  | Modifica les dades a Wikidata |
|        | Sant Jaume de Castellbell      | Castellbell i el Vilar | església         | Estil: arquitectura romànica 12nd century                    | 41° 38′ 54″ N, 1° 48′ 23″ E / 41.648281°N,1.806447°E                                                  | bé integrant del patrimoni cultural català | Sant Jaume de Castellbell      | Modifica les dades a Wikidata |
|        | Sant Vicenç de Castellbell     | Castellbell i el Vilar | església         | Estil: arquitectura barroca                                  | 41° 38′ 31″ N, 1° 51′ 42″ E / 41.641856°N,1.861616°E                                                  | bé integrant del patrimoni cultural català | Sant Vicenç de Castellbell     | Modifica les dades a Wikidata |
|        | Santa Maria del Vilar          | Castellbell i el Vilar | església         | Estil: arquitectura barroca                                  | 41° 38′ 02″ N, 1° 51′ 38″ E / 41.633757°N,1.860513°E ca:El Vilar                                      | bé cultural d'interès local                | Santa Maria del Vilar          | Modifica les dades a Wikidata |
|        | la Sagrada Família de la Bauma | la Bauma               | església         | Arquitecte: Alexandre Soler i March Estil: modernisme català | 41° 37′ 21″ N, 1° 52′ 00″ E / 41.6225°N,1.866667°E                                                    | bé cultural d'interès local                | La Sagrada Família de la Bauma | Modifica les dades a Wikidata |

## estació de ferrocarril
| imatge | Nom                                                         | Ubicat a               | instància de           | Detalls | coordenades                                                       | Protecció | Commons (més fotos)                                            | Dades a WD                    |
| ------ | ----------------------------------------------------------- | ---------------------- | ---------------------- | ------- | ----------------------------------------------------------------- | --------- | -------------------------------------------------------------- | ----------------------------- |
|        | Estació de Castellbell i el Vilar                           | Castellbell i el Vilar | estació de ferrocarril |         | 41° 38′ 26″ N, 1° 51′ 17″ E / 41.640502777778°N,1.8548138888889°E |           | Castellbell i el Vilar train station                           | Modifica les dades a Wikidata |
|        | Estació de Castellbell i el Vilar - Monistrol de Montserrat | Castellbell i el Vilar | estació de ferrocarril |         | 41° 37′ 43″ N, 1° 52′ 08″ E / 41.6286°N,1.86881°E                 |           | Castellbell i el Vilar - Monistrol de Montserrat train station | Modifica les dades a Wikidata |

## font
| imatge | Nom                 | Ubicat a               | instància de | Detalls | coordenades                                                               | Protecció | Commons (més fotos) | Dades a WD                    |
| ------ | ------------------- | ---------------------- | ------------ | ------- | ------------------------------------------------------------------------- | --------- | ------------------- | ----------------------------- |
|        | font de cal Domingo | Castellbell i el Vilar | font         |         | 41° 39′ 00″ N, 1° 49′ 04″ E / 41.6501°N,1.81783°E ca:Riera de Marganell   |           |                     | Modifica les dades a Wikidata |
|        | font del Ros        | Castellbell i el Vilar | font         |         | 41° 39′ 02″ N, 1° 48′ 50″ E / 41.65058°N,1.81376°E ca:Camps de Sant Jaume |           |                     | Modifica les dades a Wikidata |

## masia
| imatge | Nom                   | Ubicat a               | instància de | Detalls          | coordenades | Protecció                   | Commons (més fotos)                      | Dades a WD                    |
| ------ | --------------------- | ---------------------- | ------------ | ---------------- | --- | --------------------------- | ---------------------------------------- | ----------------------------- |
|        | Ca l'Escolà           | Castellbell i el Vilar | masia        |                  | 41° 38′ 32″ N, 1° 52′ 55″ E / 41.6421462457447°N,1.88202102384497°E                                                                      |                             |                                          | Modifica les dades a Wikidata |
|        | Ca l'Oliva            | Castellbell i el Vilar | masia        |                  | 41° 38′ 11″ N, 1° 49′ 18″ E / 41.6362743950321°N,1.82168276611786°E                                                                      |                             |                                          | Modifica les dades a Wikidata |
|        | Ca la Margarida       | Castellbell i el Vilar | masia        | 19th century     | 41° 39′ 55″ N, 1° 53′ 08″ E / 41.66518592551892°N,1.8854212760925295°E ca:Raval del Clot 369 msnm                                        |                             | Ca la Margarida (Castellbell i el Vilar) | Modifica les dades a Wikidata |
|        | Ca n'Abadals          | Castellbell i el Vilar | masia        |                  | 41° 38′ 06″ N, 1° 51′ 00″ E / 41.635106°N,1.850113°E                                                                                     | bé cultural d'interès local |                                          | Modifica les dades a Wikidata |
|        | Ca n'Aiguader         | Castellbell i el Vilar | masia        | 1723             | 41° 39′ 27″ N, 1° 50′ 37″ E / 41.6574392513834°N,1.84369609179642°E ca:Can Aiguader. Serrat de la Beguda. 08295 SANT VICENÇ DE CASTELLET |                             |                                          | Modifica les dades a Wikidata |
|        | Cal Beu               | Castellbell i el Vilar | masia        | 1830             | 41° 39′ 55″ N, 1° 53′ 08″ E / 41.66535824550609°N,1.8855929374694824°E ca:Raval del Clot 368 msnm                                        |                             | Cal Beu                                  | Modifica les dades a Wikidata |
|        | Cal Botines           | Castellbell i el Vilar | masia        |                  | 41° 38′ 43″ N, 1° 49′ 35″ E / 41.645373763804°N,1.82630815663632°E                                                                       |                             |                                          | Modifica les dades a Wikidata |
|        | Cal Cileta            | Castellbell i el Vilar | masia        |                  | 41° 38′ 20″ N, 1° 49′ 00″ E / 41.6388000946819°N,1.81678602372518°E                                                                      |                             |                                          | Modifica les dades a Wikidata |
|        | Cal Cristet           | Castellbell i el Vilar | masia        |                  | 41° 38′ 28″ N, 1° 53′ 05″ E / 41.641244686947°N,1.88471422420853°E                                                                       |                             |                                          | Modifica les dades a Wikidata |
|        | Cal Domingo           | Castellbell i el Vilar | masia        |                  | 41° 39′ 00″ N, 1° 49′ 07″ E / 41.6501306425081°N,1.81851211472012°E ca:Sant Cristòfol                                                    |                             |                                          | Modifica les dades a Wikidata |
|        | Cal Finet             | Castellbell i el Vilar | masia        |                  | 41° 38′ 51″ N, 1° 49′ 11″ E / 41.6476292659138°N,1.81963857837114°E                                                                      |                             |                                          | Modifica les dades a Wikidata |
|        | Cal Font              | Castellbell i el Vilar | masia        |                  | 41° 38′ 34″ N, 1° 48′ 28″ E / 41.642797071811°N,1.80786337129746°E                                                                       |                             |                                          | Modifica les dades a Wikidata |
|        | Cal Fuster            | Castellbell i el Vilar | masia        |                  | 41° 39′ 54″ N, 1° 53′ 15″ E / 41.6649063278379°N,1.88752506490149°E ca:Raval del Clot                                                    |                             |                                          | Modifica les dades a Wikidata |
|        | Cal Genovès           | Castellbell i el Vilar | masia        |                  | 41° 37′ 05″ N, 1° 51′ 32″ E / 41.6179956226308°N,1.85882850321053°E                                                                      |                             |                                          | Modifica les dades a Wikidata |
|        | Cal Guixa             | Castellbell i el Vilar | masia        |                  | 41° 37′ 46″ N, 1° 50′ 21″ E / 41.62956080279°N,1.8391842359144°E                                                                         |                             |                                          | Modifica les dades a Wikidata |
|        | Cal Guixa             | Castellbell i el Vilar | masia        | Estat: malmès    | 41° 37′ 46″ N, 1° 52′ 18″ E / 41.62933°N,1.87165°E 258 msnm                                                                              |                             | Cal Guixa (l'Estació)                    | Modifica les dades a Wikidata |
|        | Cal Jepet             | Castellbell i el Vilar | masia        |                  | 41° 38′ 56″ N, 1° 49′ 08″ E / 41.6488451059625°N,1.8187517613409°E                                                                       |                             |                                          | Modifica les dades a Wikidata |
|        | Cal Joan de la Serra  | Castellbell i el Vilar | masia        | 19th century     | 41° 39′ 57″ N, 1° 53′ 10″ E / 41.66571°N,1.88611°E ca:Raval del Clot                                                                     |                             |                                          | Modifica les dades a Wikidata |
|        | Cal Joanet del Ros    | Castellbell i el Vilar | masia        |                  | 41° 38′ 51″ N, 1° 49′ 07″ E / 41.6475468614855°N,1.81863137843814°E ca:Sant Cristòfol                                                    |                             |                                          | Modifica les dades a Wikidata |
|        | Cal Josep Silvestre   | Castellbell i el Vilar | masia        |                  | 41° 37′ 37″ N, 1° 50′ 11″ E / 41.6269034491153°N,1.83635493223123°E                                                                      |                             |                                          | Modifica les dades a Wikidata |
|        | Cal Macari            | Castellbell i el Vilar | masia        |                  | 41° 38′ 38″ N, 1° 48′ 41″ E / 41.6440234425157°N,1.81147910393707°E ca:Pla de Mas Roig                                                   |                             |                                          | Modifica les dades a Wikidata |
|        | Cal Mahoma            | Castellbell i el Vilar | masia        |                  | 41° 38′ 34″ N, 1° 52′ 51″ E / 41.6426479927462°N,1.88082360716742°E                                                                      |                             |                                          | Modifica les dades a Wikidata |
|        | Cal Miquel            | Castellbell i el Vilar | masia        |                  | 41° 38′ 37″ N, 1° 52′ 50″ E / 41.6435272586131°N,1.88047217591147°E ca:Les Comes                                                         |                             |                                          | Modifica les dades a Wikidata |
|        | Cal Moliner           | Castellbell i el Vilar | masia        |                  | 41° 36′ 41″ N, 1° 52′ 54″ E / 41.6115104775892°N,1.8817340885417°E                                                                       |                             |                                          | Modifica les dades a Wikidata |
|        | Cal Penedès           | Castellbell i el Vilar | masia        |                  | 41° 38′ 16″ N, 1° 48′ 51″ E / 41.6376459749245°N,1.81404563122614°E                                                                      |                             |                                          | Modifica les dades a Wikidata |
|        | Cal Pi                | Castellbell i el Vilar | masia        |                  | 41° 37′ 38″ N, 1° 50′ 20″ E / 41.627235849576°N,1.83894195279384°E ca:Solell de la Barraca                                               |                             |                                          | Modifica les dades a Wikidata |
|        | Cal Pinsà             | Castellbell i el Vilar | masia        |                  | 41° 38′ 28″ N, 1° 49′ 50″ E / 41.641182497744°N,1.8305706954105°E                                                                        |                             |                                          | Modifica les dades a Wikidata |
|        | Cal Piteuet           | Castellbell i el Vilar | masia        |                  | 41° 37′ 41″ N, 1° 50′ 27″ E / 41.6279571694946°N,1.84080175152243°E ca:Solell de la Barraca                                              |                             |                                          | Modifica les dades a Wikidata |
|        | Cal Pàmies            | Castellbell i el Vilar | masia        |                  | 41° 38′ 33″ N, 1° 53′ 00″ E / 41.6424734601063°N,1.88325213704426°E                                                                      |                             |                                          | Modifica les dades a Wikidata |
|        | Cal Robert            | Castellbell i el Vilar | masia        |                  | 41° 38′ 05″ N, 1° 53′ 19″ E / 41.6346976905199°N,1.88854897523137°E ca:Per sota les Comes                                                |                             |                                          | Modifica les dades a Wikidata |
|        | Cal Tico              | Castellbell i el Vilar | masia        |                  | 41° 38′ 48″ N, 1° 48′ 19″ E / 41.6467070686453°N,1.8053536176557°E ca:Sant Cristòfol                                                     |                             |                                          | Modifica les dades a Wikidata |
|        | Cal Tinent            | Castellbell i el Vilar | masia        |                  | 41° 38′ 32″ N, 1° 48′ 26″ E / 41.6423234418892°N,1.80735578364672°E                                                                      |                             |                                          | Modifica les dades a Wikidata |
|        | Cal Tirot             | Castellbell i el Vilar | masia        |                  | 41° 38′ 47″ N, 1° 51′ 02″ E / 41.646437394612°N,1.85044932372863°E ca:Riera Marganell BV-1123 PK 0+400                                   |                             |                                          | Modifica les dades a Wikidata |
|        | Cal Vileta            | Castellbell i el Vilar | masia        |                  | 41° 38′ 15″ N, 1° 49′ 11″ E / 41.6374873087194°N,1.81963156948991°E ca:Veïnat de Sant Cristòfol 352 msnm                                 |                             |                                          | Modifica les dades a Wikidata |
|        | Cal Xaviró            | Castellbell i el Vilar | masia        |                  | 41° 38′ 00″ N, 1° 51′ 13″ E / 41.6334443309857°N,1.85356162280831°E                                                                      |                             |                                          | Modifica les dades a Wikidata |
|        | Can Brunet            | Castellbell i el Vilar | masia        |                  | 41° 38′ 50″ N, 1° 50′ 43″ E / 41.64733°N,1.845183°E                                                                                      | bé cultural d'interès local |                                          | Modifica les dades a Wikidata |
|        | Can Butzac            | Castellbell i el Vilar | masia        |                  | 41° 39′ 24″ N, 1° 49′ 49″ E / 41.6567167060355°N,1.83014961806387°E ca:Cal Butzac. Serrat de la Beguda. 08295 SANT VICENÇ DE CASTELLET   |                             |                                          | Modifica les dades a Wikidata |
|        | Can Gall de Baix      | Castellbell i el Vilar | masia        |                  | 41° 37′ 03″ N, 1° 52′ 48″ E / 41.617396°N,1.880072°E ca:El Gall 226 msnm                                                                 |                             | Can Gall de Baix                         | Modifica les dades a Wikidata |
|        | Can Gall de Dalt      | Castellbell i el Vilar | masia        |                  | 41° 37′ 29″ N, 1° 52′ 36″ E / 41.624684745606°N,1.87680082523338°E ca:Turó de l'Escletxa                                                 |                             |                                          | Modifica les dades a Wikidata |
|        | Can Genovés           | Castellbell i el Vilar | masia        |                  | 41° 37′ 58″ N, 1° 51′ 31″ E / 41.632651°N,1.858498°E                                                                                     | bé cultural d'interès local |                                          | Modifica les dades a Wikidata |
|        | Can Padró             | Castellbell i el Vilar | masia        |                  | 41° 39′ 08″ N, 1° 51′ 46″ E / 41.652153°N,1.862814°E ca:A l'oest del peatge del km 42, de l'autopista E-9 C-16 193 msnm                  | bé cultural d'interès local | Can Padró (Castellbell i el Vilar)       | Modifica les dades a Wikidata |
|        | Can Puig              | Castellbell i el Vilar | masia        |                  | 41° 37′ 59″ N, 1° 51′ 48″ E / 41.633072°N,1.863384°E                                                                                     | bé cultural d'interès local |                                          | Modifica les dades a Wikidata |
|        | Can Senyoret          | Castellbell i el Vilar | masia        | 1772             | 41° 39′ 21″ N, 1° 50′ 41″ E / 41.6559262802388°N,1.84461189311555°E ca:Cal Senyoret. Serrat de la Beguda. 08295 SANT VICENÇ DE CASTELLET |                             |                                          | Modifica les dades a Wikidata |
|        | Can Serra             | Castellbell i el Vilar | masia        |                  | 41° 39′ 05″ N, 1° 51′ 25″ E / 41.651354066246°N,1.8568064958946°E                                                                        |                             |                                          | Modifica les dades a Wikidata |
|        | Can Vila              | Castellbell i el Vilar | masia        |                  | 41° 39′ 04″ N, 1° 48′ 38″ E / 41.6510114769255°N,1.81047398906868°E ca:Riera de Marganell                                                |                             |                                          | Modifica les dades a Wikidata |
|        | Ferreroles Nou        | Castellbell i el Vilar | masia        |                  | 41° 38′ 54″ N, 1° 49′ 37″ E / 41.648349994961°N,1.8268385403055°E                                                                        |                             |                                          | Modifica les dades a Wikidata |
|        | Ferreroles Vell       | Castellbell i el Vilar | masia        |                  | 41° 39′ 08″ N, 1° 49′ 39″ E / 41.65227619793°N,1.82749186188901°E ca:Entre la riera de Marganell i el serrat de la Beguda                |                             |                                          | Modifica les dades a Wikidata |
|        | Gallpigat             | Castellbell i el Vilar | masia        |                  | 41° 36′ 46″ N, 1° 52′ 32″ E / 41.612808498292°N,1.8754901921528°E 174 msnm                                                               |                             |                                          | Modifica les dades a Wikidata |
|        | Mas Astarrós          | Castellbell i el Vilar | masia        |                  | 41° 36′ 51″ N, 1° 52′ 20″ E / 41.6141927450653°N,1.87232602293746°E ca:Al sud delt erme municipal.                                       |                             |                                          | Modifica les dades a Wikidata |
|        | Mas Blanc             | Castellbell i el Vilar | masia        | 19th century     | 41° 37′ 36″ N, 1° 50′ 01″ E / 41.6266605574742°N,1.83371830721065°E ca:Solell de la Barraca                                              |                             |                                          | Modifica les dades a Wikidata |
|        | Mas Enric             | Castellbell i el Vilar | masia        |                  | 41° 38′ 39″ N, 1° 49′ 19″ E / 41.6441415818322°N,1.82207977586002°E ca:Carrer mas Enric, 56                                              |                             |                                          | Modifica les dades a Wikidata |
|        | Morralius             | Castellbell i el Vilar | masia        |                  | 41° 38′ 13″ N, 1° 50′ 02″ E / 41.6368215462073°N,1.83382327185292°E                                                                      |                             |                                          | Modifica les dades a Wikidata |
|        | Raval del Ferran      | Castellbell i el Vilar | masia        |                  | 41° 39′ 08″ N, 1° 51′ 00″ E / 41.65211°N,1.85005°E ca:Al nord del terme municipal                                                        |                             |                                          | Modifica les dades a Wikidata |
|        | Solei del Barraquer   | Castellbell i el Vilar | masia        |                  | 41° 37′ 38″ N, 1° 49′ 53″ E / 41.6273394492262°N,1.83138917543642°E                                                                      |                             |                                          | Modifica les dades a Wikidata |
|        | Viladoms de Baix      | Castellbell i el Vilar | masia        | 14th century     | 41° 36′ 55″ N, 1° 53′ 17″ E / 41.615251°N,1.887931°E ca:Ctra. BV-1212 km 5,2                                                             | bé cultural d'interès local | Can Viladoms de Baix                     | Modifica les dades a Wikidata |
|        | Viladoms de Dalt      | Castellbell i el Vilar | masia        | Estat: ruïnós    | 41° 38′ 20″ N, 1° 52′ 50″ E / 41.6387722326619°N,1.88054247614493°E 332 msnm                                                             |                             |                                          | Modifica les dades a Wikidata |
|        | el Brunet             | Castellbell i el Vilar | masia        |                  | 41° 38′ 48″ N, 1° 50′ 50″ E / 41.6466381032593°N,1.84710746763704°E                                                                      |                             |                                          | Modifica les dades a Wikidata |
|        | el Carner             | Castellbell i el Vilar | masia        |                  | 41° 38′ 14″ N, 1° 48′ 41″ E / 41.6372847535749°N,1.81133879101687°E ca:Veïnat de Sant Cristòfol                                          |                             |                                          | Modifica les dades a Wikidata |
|        | el Colomer            | Castellbell i el Vilar | masia        |                  | 41° 38′ 15″ N, 1° 49′ 37″ E / 41.637543694089°N,1.8270345627533°E                                                                        |                             |                                          | Modifica les dades a Wikidata |
|        | el Ferran             | Castellbell i el Vilar | masia        |                  | 41° 38′ 51″ N, 1° 50′ 43″ E / 41.6474666514977°N,1.84530344565076°E                                                                      |                             |                                          | Modifica les dades a Wikidata |
|        | el Grau               | Castellbell i el Vilar | masia        |                  | 41° 38′ 39″ N, 1° 52′ 26″ E / 41.644267°N,1.873769°E ca:Al km 40,5, al nord-est de l'autopista E-9 C16                                   | bé cultural d'interès local | El Grau (Castellbell i el Vilar)         | Modifica les dades a Wikidata |
|        | el Grauet             | Castellbell i el Vilar | masia        | Estat: ruïnós    | 41° 38′ 50″ N, 1° 51′ 48″ E / 41.6472946075022°N,1.86328302489861°E ca:Nord del terme municipal 235 msnm                                 |                             | El Grauet (Castellbell i el Vilar)       | Modifica les dades a Wikidata |
|        | el Lledó              | Castellbell i el Vilar | masia        |                  | 41° 39′ 43″ N, 1° 53′ 08″ E / 41.66183611°N,1.8854525°E ca:Raval del Clot 371.5 msnm                                                     |                             |                                          | Modifica les dades a Wikidata |
|        | el Mas                | Castellbell i el Vilar | masia        |                  | 41° 37′ 37″ N, 1° 51′ 17″ E / 41.627015723532°N,1.8548357070847°E                                                                        |                             |                                          | Modifica les dades a Wikidata |
|        | el Plaià              | Castellbell i el Vilar | masia        |                  | 41° 38′ 39″ N, 1° 49′ 45″ E / 41.6440712176653°N,1.82929771016763°E                                                                      |                             |                                          | Modifica les dades a Wikidata |
|        | el Prat               | Castellbell i el Vilar | masia        |                  | 41° 38′ 12″ N, 1° 49′ 02″ E / 41.6367772352236°N,1.81714719950697°E                                                                      |                             |                                          | Modifica les dades a Wikidata |
|        | el Putxet de Baix     | Castellbell i el Vilar | masia        |                  | 41° 39′ 10″ N, 1° 49′ 24″ E / 41.6527387744989°N,1.82340029264549°E ca:Solell de Ferreroles                                              |                             |                                          | Modifica les dades a Wikidata |
|        | el Putxet de Dalt     | Castellbell i el Vilar | masia        |                  | 41° 39′ 16″ N, 1° 49′ 23″ E / 41.6545632867927°N,1.82301880355132°E ca:Solell de Ferreroles                                              |                             |                                          | Modifica les dades a Wikidata |
|        | el Ros                | Castellbell i el Vilar | masia        |                  | 41° 38′ 50″ N, 1° 48′ 49″ E / 41.647313905297°N,1.8136482912934°E ca:Veïnat de Sant Cristòfol                                            |                             |                                          | Modifica les dades a Wikidata |
|        | el Santó              | Castellbell i el Vilar | masia        |                  | 41° 39′ 00″ N, 1° 50′ 21″ E / 41.6499892685752°N,1.83910986302825°E                                                                      |                             |                                          | Modifica les dades a Wikidata |
|        | la Bauma              | Castellbell i el Vilar | masia        | Estat: bon estat | 41° 37′ 42″ N, 1° 52′ 15″ E / 41.6283°N,1.87082°E la Bauma 213 msnm                                                                      |                             | La Bauma (Castellbell i el Vilar)        | Modifica les dades a Wikidata |
|        | la Cantarilla         | Castellbell i el Vilar | masia        |                  | 41° 37′ 32″ N, 1° 52′ 08″ E / 41.6256695976725°N,1.86884885642159°E                                                                      |                             |                                          | Modifica les dades a Wikidata |
|        | la Fassina            | Castellbell i el Vilar | masia        |                  | 41° 38′ 30″ N, 1° 51′ 23″ E / 41.64179369777°N,1.85625936612399°E                                                                        |                             |                                          | Modifica les dades a Wikidata |
|        | la Porteria del Burés | Castellbell i el Vilar | masia        |                  | 41° 38′ 49″ N, 1° 51′ 27″ E / 41.6470560439826°N,1.85739113692235°E                                                                      |                             |                                          | Modifica les dades a Wikidata |
|        | les Coixes            | Castellbell i el Vilar | masia        |                  | 41° 37′ 38″ N, 1° 51′ 16″ E / 41.627275691047°N,1.85458327570405°E ca:Turó de les Coixes                                                 |                             |                                          | Modifica les dades a Wikidata |
|        | les Comes             | Castellbell i el Vilar | masia        |                  | 41° 38′ 14″ N, 1° 53′ 13″ E / 41.637240029291°N,1.8870719341509°E                                                                        |                             |                                          | Modifica les dades a Wikidata |
|        | les Magdalenes        | Castellbell i el Vilar | masia        |                  | 41° 37′ 17″ N, 1° 52′ 08″ E / 41.6214558497591°N,1.8690065312329°E                                                                       |                             |                                          | Modifica les dades a Wikidata |

## molí d'aigua
| imatge | Nom          | Ubicat a               | instància de | Detalls | coordenades                                                                               | Protecció | Commons (més fotos) | Dades a WD                    |
| ------ | ------------ | ---------------------- | ------------ | ------- | ----------------------------------------------------------------------------------------- | --------- | ------------------- | ----------------------------- |
|        | Molí Alzina  | Castellbell i el Vilar | molí d'aigua |         | 41° 37′ 24″ N, 1° 51′ 52″ E / 41.6233°N,1.86458333°E                                      |           |                     | Modifica les dades a Wikidata |
|        | Molí Mansuet | Castellbell i el Vilar | molí d'aigua |         | 41° 38′ 35″ N, 1° 52′ 44″ E / 41.6430961530667°N,1.87875054637945°E                       |           |                     | Modifica les dades a Wikidata |
|        | el Molí      | Castellbell i el Vilar | molí d'aigua |         | 41° 38′ 57″ N, 1° 49′ 28″ E / 41.6490759086041°N,1.82457174915614°E ca:Riera de Marganell |           |                     | Modifica les dades a Wikidata |

## muntanya
| imatge | Nom                   | Ubicat a                                        | instància de | Detalls | coordenades                                                            | Protecció | Commons (més fotos) | Dades a WD                    |
| ------ | --------------------- | ----------------------------------------------- | ------------ | ------- | ---------------------------------------------------------------------- | --------- | ------------------- | ----------------------------- |
|        | Puigsoler             | Sant Vicenç de Castellet Castellbell i el Vilar | muntanya     |         | 41° 40′ 04″ N, 1° 53′ 34″ E / 41.6678850742°N,1.89285524584°E 524 msnm |           | Puigsoler           | Modifica les dades a Wikidata |
|        | Serrat del Senyoret   | Sant Vicenç de Castellet Castellbell i el Vilar | muntanya     |         | 41° 39′ 21″ N, 1° 50′ 43″ E / 41.65583889°N,1.84523056°E 317.5 msnm    |           |                     | Modifica les dades a Wikidata |
|        | Turó de Comellats     | Castellbell i el Vilar                          | muntanya     |         | 41° 37′ 46″ N, 1° 49′ 18″ E / 41.6295°N,1.82154°E 575.3 msnm           |           |                     | Modifica les dades a Wikidata |
|        | Turó de Morralius     | Castellbell i el Vilar                          | muntanya     |         | 41° 37′ 54″ N, 1° 49′ 53″ E / 41.6317°N,1.83136°E 437.6 msnm           |           |                     | Modifica les dades a Wikidata |
|        | Turó de l'Escletxa    | Castellbell i el Vilar                          | muntanya     |         | 41° 37′ 43″ N, 1° 53′ 13″ E / 41.6287105203°N,1.88694712824°E 447 msnm |           | Turó de l'Escletxa  | Modifica les dades a Wikidata |
|        | Turó de la Salindanga | Monistrol de Montserrat Castellbell i el Vilar  | muntanya     |         | 41° 37′ 09″ N, 1° 51′ 44″ E / 41.6193°N,1.86209°E 212.2 msnm           |           |                     | Modifica les dades a Wikidata |
|        | Turó del Marquès      | Castellbell i el Vilar                          | muntanya     |         | 41° 38′ 29″ N, 1° 51′ 01″ E / 41.6415°N,1.85041°E 358.1 msnm           |           | Turó del Marquès    | Modifica les dades a Wikidata |
|        | turó de Montconill    | Castellbell i el Vilar                          | muntanya     |         | 41° 37′ 40″ N, 1° 52′ 45″ E / 41.627908°N,1.879126°E 419.1 msnm        |           | Turó de Montconill  | Modifica les dades a Wikidata |

## nucli de població
| imatge | Nom             | Ubicat a                        | instància de                                           | Detalls | coordenades                                                | Protecció | Commons (més fotos)                  | Dades a WD                    |
| ------ | --------------- | ------------------------------- | ------------------------------------------------------ | ------- | ---------------------------------------------------------- | --------- | ------------------------------------ | ----------------------------- |
|        | Castellbell     | Castellbell i el Vilar          | nucli de població                                      |         | 41° 38′ 15″ N, 1° 51′ 18″ E / 41.637433°N,1.854972°E       |           |                                      | Modifica les dades a Wikidata |
|        | el Mas Astarròs | Castellbell i el Vilar          | nucli de població                                      |         | 41° 36′ 57″ N, 1° 52′ 30″ E / 41.61584722°N,1.87496667°E   |           |                                      | Modifica les dades a Wikidata |
|        | la Farinera     | Castellbell i el Vilar la Bauma | nucli de població nucli d'entitat singular de població | 57 hab  | 41° 37′ 16″ N, 1° 53′ 34″ E / 41.6212°N,1.89282°E 265 msnm |           | La Farinera (Castellbell i el Vilar) | Modifica les dades a Wikidata |

## pedrera
| imatge | Nom                    | Ubicat a               | instància de | Detalls | coordenades                                                         | Protecció | Commons (més fotos) | Dades a WD                    |
| ------ | ---------------------- | ---------------------- | ------------ | ------- | ------------------------------------------------------------------- | --------- | ------------------- | ----------------------------- |
|        | Pedrera de Sangrà      | Castellbell i el Vilar | pedrera      |         | 41° 38′ 40″ N, 1° 50′ 56″ E / 41.6444223321326°N,1.84890011309713°E |           |                     | Modifica les dades a Wikidata |
|        | Pedrera del Bosc       | Castellbell i el Vilar | pedrera      |         | 41° 39′ 05″ N, 1° 52′ 29″ E / 41.6514951007585°N,1.87459384016787°E |           |                     | Modifica les dades a Wikidata |
|        | Pedrera del Sufio      | Castellbell i el Vilar | pedrera      |         | 41° 37′ 53″ N, 1° 50′ 14″ E / 41.631442148974°N,1.83716170128963°E  |           |                     | Modifica les dades a Wikidata |
|        | Pedrera del Valent     | Castellbell i el Vilar | pedrera      |         | 41° 38′ 09″ N, 1° 50′ 32″ E / 41.635906171832°N,1.84217209918046°E  |           |                     | Modifica les dades a Wikidata |
|        | Pedrera dels Manresans | Castellbell i el Vilar | pedrera      |         | 41° 38′ 57″ N, 1° 52′ 07″ E / 41.6492115728082°N,1.86860521099576°E |           |                     | Modifica les dades a Wikidata |

## polígon industrial
| imatge | Nom                          | Ubicat a               | instància de       | Detalls | coordenades                                                         | Protecció | Commons (més fotos) | Dades a WD                    |
| ------ | ---------------------------- | ---------------------- | ------------------ | ------- | ------------------------------------------------------------------- | --------- | ------------------- | ----------------------------- |
|        | Polígon industrial Burés I   | Castellbell i el Vilar | polígon industrial |         | 41° 38′ 24″ N, 1° 51′ 23″ E / 41.6400293485158°N,1.85636260924214°E |           |                     | Modifica les dades a Wikidata |
|        | Polígon industrial Burés II  | Castellbell i el Vilar | polígon industrial |         | 41° 38′ 02″ N, 1° 51′ 21″ E / 41.6340084579466°N,1.85594079707397°E |           |                     | Modifica les dades a Wikidata |
|        | Polígon industrial El Borràs | el Borràs              | polígon industrial |         | 41° 37′ 45″ N, 1° 51′ 29″ E / 41.6291754078059°N,1.8581271329174°E  |           |                     | Modifica les dades a Wikidata |
|        | Polígon industrial La Bauma  | Castellbell i el Vilar | polígon industrial |         | 41° 37′ 25″ N, 1° 51′ 53″ E / 41.6236844176193°N,1.86482621190291°E |           |                     | Modifica les dades a Wikidata |
|        | Polígon industrial Les Vives | Castellbell i el Vilar | polígon industrial |         | 41° 39′ 21″ N, 1° 51′ 19″ E / 41.655943763412°N,1.85536049446487°E  |           |                     | Modifica les dades a Wikidata |

## pont
| imatge | Nom                                 | Ubicat a                         | instància de | Detalls                                           | coordenades | Protecció                                  | Commons (més fotos)                                 | Dades a WD                    |
| ------ | ----------------------------------- | -------------------------------- | ------------ | ------------------------------------------------- | --- | ------------------------------------------ | --------------------------------------------------- | ----------------------------- |
|        | Pont de Castellbell                 | Castellbell i el Vilar           | pont         | 1884 Travessa: Llobregat Estat: bon estat         | 41° 38′ 27″ N, 1° 51′ 28″ E / 41.6409181565037°N,1.85788381072283°E 150 msnm                                       |                                            |                                                     | Modifica les dades a Wikidata |
|        | Pont de Salzes                      | Castellbell i el Vilar           | pont         |                                                   | 41° 38′ 56″ N, 1° 48′ 16″ E / 41.6489139978999°N,1.80450826291484°E                                                |                                            |                                                     | Modifica les dades a Wikidata |
|        | Pont de l'antic cremallera          | Castellbell i el Vilar           | pont         | Estil: arquitectura popular 1892 Estat: bon estat | 41° 37′ 16″ N, 1° 51′ 57″ E / 41.62105°N,1.86584°E ca:La Bauma 145 msnm                                            | bé integrant del patrimoni cultural català | Pont de l'antic cremallera (Castellbell i el Vilar) | Modifica les dades a Wikidata |
|        | Pont de la Fassina                  | Castellbell i el Vilar Marganell | pont         | 20th century                                      | 41° 39′ 02″ N, 1° 48′ 19″ E / 41.650649998855°N,1.80514866410117°E ca:Davant la masia la Fassina                   |                                            |                                                     | Modifica les dades a Wikidata |
|        | Pont de la riera de Rellinars       | Castellbell i el Vilar           | pont         | Estat: malmès                                     | 41° 38′ 20″ N, 1° 52′ 06″ E / 41.63884°N,1.86839°E ca:Riera de Rellinars a la desembocadura del Llobregat 148 msnm |                                            |                                                     | Modifica les dades a Wikidata |
|        | Pont del solell de la Barraca       | Castellbell i el Vilar           | pont         | Estat: bon estat                                  | 41° 38′ 18″ N, 1° 50′ 57″ E / 41.63822°N,1.84927°E ca:Els Abadals 171 msnm                                         |                                            |                                                     | Modifica les dades a Wikidata |
|        | Pont dels Catalans                  | Castellbell i el Vilar           | pont         | 20th century Estat: bon estat                     | 41° 38′ 29″ N, 1° 51′ 25″ E / 41.64145°N,1.85688°E ca:El Burés 160 msnm                                            |                                            |                                                     | Modifica les dades a Wikidata |
|        | pont Vell de Castellbell i el Vilar | Castellbell i el Vilar           | pont         | 1455 Travessa: Llobregat                          | 41° 38′ 26″ N, 1° 51′ 24″ E / 41.640666°N,1.856558°E 157 msnm                                                      | bé cultural d'interès local                | Pont Vell de Castellbell i el Vilar                 | Modifica les dades a Wikidata |

## rellotge de sol
| imatge | Nom                                | Ubicat a               | instància de    | Detalls      | coordenades                                                          | Protecció | Commons (més fotos) | Dades a WD                    |
| ------ | ---------------------------------- | ---------------------- | --------------- | ------------ | -------------------------------------------------------------------- | --------- | ------------------- | ----------------------------- |
|        | Rellotge de sol de ca la Margarida | Castellbell i el Vilar | rellotge de sol |              | 41° 39′ 55″ N, 1° 53′ 08″ E / 41.6652°N,1.88547°E ca:Raval del Clot  |           |                     | Modifica les dades a Wikidata |
|        | Rellotge de sol de cal Domingo     | Castellbell i el Vilar | rellotge de sol | 20th century | 41° 39′ 00″ N, 1° 49′ 06″ E / 41.64989°N,1.81835°E ca:Sant Cristòfol |           |                     | Modifica les dades a Wikidata |

## serra
| imatge | Nom                    | Ubicat a                                        | instància de | Detalls | coordenades                                                         | Protecció | Commons (més fotos) | Dades a WD                    |
| ------ | ---------------------- | ----------------------------------------------- | ------------ | ------- | ------------------------------------------------------------------- | --------- | ------------------- | ----------------------------- |
|        | Els Pivents            | Castellbell i el Vilar                          | serra        |         | 41° 37′ 50″ N, 1° 53′ 55″ E / 41.63050556°N,1.89874167°E 421.1 msnm |           |                     | Modifica les dades a Wikidata |
|        | serra de l'Obaga Fosca | Castellbell i el Vilar Sant Vicenç de Castellet | serra        |         | 41° 39′ 36″ N, 1° 52′ 51″ E / 41.6599°N,1.88093611°E 397.8 msnm     |           |                     | Modifica les dades a Wikidata |
|        | serrat de la Beguda    | Castellbell i el Vilar Sant Vicenç de Castellet | serra        |         | 41° 39′ 26″ N, 1° 50′ 30″ E / 41.65713611°N,1.84171667°E 328.6 msnm |           |                     | Modifica les dades a Wikidata |

## túnel
| imatge | Nom               | Ubicat a               | instància de | Detalls | coordenades                                                         | Protecció | Commons (més fotos) | Dades a WD                    |
| ------ | ----------------- | ---------------------- | ------------ | ------- | ------------------------------------------------------------------- | --------- | ------------------- | ----------------------------- |
|        | Túnel de Bagunyà  | Castellbell i el Vilar | túnel        |         | 41° 37′ 53″ N, 1° 50′ 55″ E / 41.6314670144993°N,1.8485783990609°E  |           |                     | Modifica les dades a Wikidata |
|        | Túnel de la Bauma | Castellbell i el Vilar | túnel        |         | 41° 37′ 17″ N, 1° 51′ 45″ E / 41.6213650019918°N,1.86253820725003°E |           |                     | Modifica les dades a Wikidata |

## urbanització
| imatge | Nom           | Ubicat a               | instància de | Detalls | coordenades                                                  | Protecció | Commons (més fotos)              | Dades a WD                    |
| ------ | ------------- | ---------------------- | ------------ | ------- | ------------------------------------------------------------ | --------- | -------------------------------- | ----------------------------- |
|        | el Gall Pigat | Castellbell i el Vilar | urbanització |         | 41° 36′ 50″ N, 1° 52′ 29″ E / 41.61377222°N,1.87466111°E     |           |                                  | Modifica les dades a Wikidata |
|        | el Prat       | Castellbell i el Vilar | urbanització |         | 41° 37′ 08″ N, 1° 52′ 17″ E / 41.618826°N,1.87136°E 180 msnm |           | El Prat (Castellbell i el Vilar) | Modifica les dades a Wikidata |

## Misc
| imatge | Nom                                  | Ubicat a                                                                          | instància de          | Detalls                                                   | coordenades                                                                                               | Protecció                                            | Commons (més fotos)    | Dades a WD                    |
| ------ | ------------------------------------ | --------------------------------------------------------------------------------- | --------------------- | --------------------------------------------------------- | --- | ---------------------------------------------------- | ---------------------- | ----------------------------- |
|        | Ajuntament de Castellbell i el Vilar | Castellbell i el Vilar                                                            | casa consistorial     |                                                           | 41° 37′ 45″ N, 1° 51′ 40″ E / 41.62918°N,1.86106°E                                                        |                                                      |                        | Modifica les dades a Wikidata |
|        | Aqüeducte del Santó                  | Castellbell i el Vilar                                                            | aqüeducte pont        | Estat: malmès                                             | 41° 38′ 48″ N, 1° 50′ 27″ E / 41.64664°N,1.84091°E ca:Riera de Marganell 186 msnm                         |                                                      |                        | Modifica les dades a Wikidata |
|        | Forn de calç del Ferran              | Castellbell i el Vilar                                                            | forn de calç          |                                                           | 41° 39′ 21″ N, 1° 50′ 46″ E / 41.65571°N,1.84606°E ca:Raval del Ferran                                    |                                                      |                        | Modifica les dades a Wikidata |
|        | Llobregat                            | Catalunya província de Barcelona Catalunya Central Àmbit Metropolità de Barcelona | riu                   | Desemboca: mar Mediterrània Llarg: 175km Conca: 4948.3km² | 42° 16′ 57″ N, 2° 00′ 46″ E / 42.282412°N,2.012826°E 41° 18′ 08″ N, 2° 07′ 55″ E / 41.302248°N,2.131948°E |                                                      | Llobregat              | Modifica les dades a Wikidata |
|        | Montconill                           | Castellbell i el Vilar                                                            | vèrtex geodèsic       | Alt: 1.2m                                                 | 41° 37′ 43″ N, 1° 53′ 13″ E / 41.628703°N,1.886955°E 447.859 msnm                                         |                                                      |                        | Modifica les dades a Wikidata |
|        | Pla de les Botxes                    | Castellbell i el Vilar                                                            | assentament humà      |                                                           | 41° 38′ 38″ N, 1° 50′ 37″ E / 41.64401769448°N,1.8437278086853°E                                          |                                                      |                        | Modifica les dades a Wikidata |
|        | Pou del Ferran                       | Castellbell i el Vilar                                                            | element arquitectònic |                                                           | 41° 39′ 05″ N, 1° 51′ 00″ E / 41.65139°N,1.84999°E ca:Raval del Ferran                                    |                                                      |                        | Modifica les dades a Wikidata |
|        | Torre de la Bauma                    | la Bauma                                                                          | edifici residencial   | Arquitecte: Alexandre Soler i March                       | 41° 37′ 26″ N, 1° 51′ 58″ E / 41.623919°N,1.866168°E                                                      |                                                      |                        | Modifica les dades a Wikidata |
|        | castell de Castellbell               | Castellbell i el Vilar                                                            | castell               | Estil: arquitectura gòtica                                | 41° 38′ 33″ N, 1° 51′ 30″ E / 41.6425°N,1.85832°E ca:Dalt d'un turó proper al Burés                       | bé d'interès cultural bé cultural d'interès nacional | Castell de Castellbell | Modifica les dades a Wikidata |
|        | cementiri de Castellbell i el Vilar  | Castellbell i el Vilar                                                            | cementiri             | Estil: arquitectura eclèctica                             | 41° 38′ 00″ N, 1° 52′ 03″ E / 41.633234°N,1.867626°E                                                      | bé cultural d'interès local                          |                        | Modifica les dades a Wikidata |
|        | les Casetes                          | Castellbell i el Vilar                                                            | cabana                | 19th century                                              | 41° 38′ 12″ N, 1° 51′ 42″ E / 41.6366501134891°N,1.86164513211791°E ca:Rasot del Puig                     |                                                      |                        | Modifica les dades a Wikidata |
|        | meandre de Castellbell i el Vilar    | Castellbell i el Vilar                                                            | zona humida           | Superfície: 27.88ha                                       | 41° 38′ 29″ N, 1° 52′ 02″ E / 41.6413°N,1.8671°E                                                          |                                                      |                        | Modifica les dades a Wikidata |